# Orquigny
Orquigny era una comuna francesa que estaba situada en el departamento de Marne, de la región de Gran Este, que entre 1790 y 1794 se fusionó con las comunas de Binson y Montigny, formando la nueva comuna de Binson-et-Orquigny.

## Demografía
No constan datos demográficos de la comuna en el momento de su fusión.